# Blok 70
Le Blok 70 (en serbe cyrillique : Блок 70) est un quartier de Belgrade, la capitale de la Serbie. Il est situé dans la municipalité de Novi Beograd.

## Localisation
Le Blok 70 est situé sur la rive gauche de la Save. Il est délimité par les rues Gandijeva, Jurija Gagarina, Omladinskih brigada et la rivière de la Save. La rue Omladinskih brigada sépare le Blok 70 du Blok 70a, la rue Gandijeva sépare le Blok 70 du Blok 44 et la rue Nehruova le Blok 44 du Blok 45.

## Éducation
Dans le blok, se trouve l'école élémentaire 20. oktobar, située 138 rue Omladinskih brigada.

## Économie
Le Blok 70 est connu comme le quartier chinois de Belgrade ; on y trouve de nombreux magasins et restaurants orientaux, ainsi qu'un important marché chinois.

## Transports
Le blok est desservi par la société GSP Beograd. On peut y emprunter les lignes de bus 67 (Zeleni venac – Novi Beograd Blok 70a), 68 (Zeleni venac – Novi Beograd Blok 70), 73 (Novi Beograd Blok 45 – Batajnica), 76 (Novi Beograd Blok 70a – Hôpital de Bežanijska kosa), 94 (Novi Beograd Blok 45 – Miljakovac I), 95 (Novi Beograd Blok 45 – Borča III) et 708 (Blok 70a - Plavi Horizonti - Zemun polje).
Trois lignes de tramway desservent la rue, les lignes 7 (Ustanička - Blok 45), 9 (Banjica - Blok 45) et 11 (Kalemegdan - Blok 45).